# Заболонь

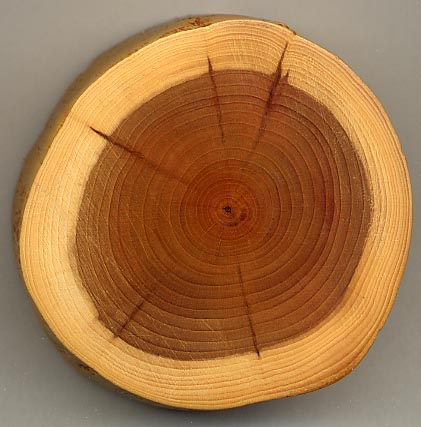
Поперечний зріз стовбура тиса ягідного. Заболонь світліша і розташована більш до краю.

За́болонь (від бо́лонь — «м'яка кора») — периферійна провідна частина деревини, світлішого кольору, ніж центральна ядрова.

## Використання заболоні
- Тувинці, буряти, калмики і шорці для приготування кисломолочного продукту під назвою «тарак» як первинну закваску (окрім старого тарака (добового)), вживають свіжу заболонь (внутрішню частину кори) молодої шелюги (верби) у складі закваски для тарака[3].

- В Якутії тільки на початку XIX століття з'явилися перші спроби сіяти зерно, і то біля міст Якутська і Олекмінська[4]. У царські часи Якутська біднота майже не вживала хліба та овочів[4]. Замість хліба якутські бідняки вживали в їжу соснову заболонь (між корою і деревиною), а частіше — кореневище болотної рослини — сусака[4].